# 里信号場
里信号場（さとしんごうじょう）は、佐賀県藤津郡太良町大字大浦里にあった、九州旅客鉄道（JR九州）長崎本線の信号場。

## 歴史
- 1969年（昭和44年）4月25日：日本国有鉄道が開設[1]。
- 1987年（昭和62年）4月1日：国鉄分割民営化により九州旅客鉄道が継承[1]。
- 2025年 （令和7年）7月1日：里信号場を廃止し、下り線を使用して閉塞化[2]。

## 構造
2線を有する単線区間列車交換形の信号場である。一線スルー方式ではないため、上下列車とも信号場への進入・出発時に55km/hの速度制限を受ける。入り江を半周する形で設置されており構内は急カーブとなっている。
同信号場入線時には対向列車の側面が見えるほどであり、長崎本線の車窓でも名所と呼べる場所である。
かつては特急列車同士が当信号場で行き違いを行っていたが、2011年3月のダイヤ改正以後、当信号場で特急の行き違いは朝と夜や臨時列車などを除き殆ど無くなり、2022年の電化廃止まで主に隣の多良で行き違いを行うように変更された。2025年7月1日、本信号場は廃止となった。

## 周辺
近くを国道207号が通り、その先には有明海を目にすることができる。民家は少なく、閑静である。国道207号上には祐徳バス（鹿島バスセンター - 肥前浜駅前 - 多良駅前 - 竹崎港）休石（いけし）バス停、里バス停がある。

## 隣の駅
九州旅客鉄道（JR九州）
■長崎本線
多良駅 - （里信号場） - 肥前大浦駅